# Gustaf Lagerbielke
Gustaf Johan Lagerbielke (Stockholm, 10 april 2000) is een Zweedse professionele voetballer die als centrale verdediger speelt. Hij komt sinds het seizoen 2025/26 uit voor het Portugese SC Braga. Eerder speelde hij voor Västerås SK, IF Elfsborg, Degerfors IF, Celtic FC en FC Twente. Hij komt tevens uit voor het Zweedse nationale team.

## Vroege leven en familie
Lagerbielke groeide op in Djursholm, een voorstad van Stockholm. Hij komt uit een adellijke familie; zijn vader, graaf Johan Lagerbjelke, is een publieke spreker en onderhandelingsexpert. Zijn moeder Katarina Waldenström is ondernemer. Zijn grootvader Jan Waldenström was voetballer bij IF Elfsborg. Gustaf draagt de titel van 11e baron Lagerbielke en is de oudste zoon van de 8e graaf Lagerbjelke.

## Clubcarrière
Lagerbielke begon zijn jeugdcarrière bij IFK Stocksund en FC Djursholm, waarna hij in 2017 overstapte naar AIK. In 2018 werd hij uitgeleend aan Sollentuna FK, waar hij later een permanente overstap maakte en tussen 2019 en 2020 46 wedstrijden speelde en één doelpunt scoorde. In 2021 tekende hij bij Västerås SK, waar hij in 15 wedstrijden drie keer scoorde.
Later in 2021 sloot Lagerbielke zich aan bij IF Elfsborg en werd in 2022 uitgeleend aan Degerfors IF, waar hij in 14 wedstrijden drie doelpunten maakte. In augustus 2023 tekende hij een contract tot 2028 bij het Schotse Celtic FC. Hij maakte zijn debuut in de Old Firm-derby op 3 september 2023 en scoorde op 13 december 2023 zijn eerste UEFA Champions League-doelpunt tegen Feyenoord, wat resulteerde in een 2-1 overwinning.
Op 27 augustus 2024 werd Lagerbielke voor één seizoen verhuurd aan het Nederlandse FC Twente. Voor de club uit Enschede maakte hij zijn debuut in een UEFA Europa League wedstrijd uit bij Manchester United FC, waar met 1-1 gelijk werd gespeeld. Hij keerde na dit seizoen terug naar Celtic en werd vervolgens verkocht aan SC Braga uit Portugal, waar hij een contract tot medio 2023 tekende.

## Interlandcarrière
Lagerbielke maakte zijn debuut voor het Zweedse nationale team op 12 januari 2023 in een vriendschappelijke wedstrijd tegen IJsland. Op 12 oktober 2023 scoorde hij zijn eerste interlanddoelpunt in een 3-1 overwinning op Moldavië.

## Statistieken
Bijgewerkt op 23 februari 2025.
| Club                | Seizoen | Competitie           | Wedstrijden | Doelpunten |
| ------------------- | ------- | -------------------- | ----------- | ---------- |
| FC Djursholm        | 2017    | Division 4           | 5           | 0          |
| Sollentuna FK       | 2018    | Division 1           | 2           | 0          |
| Sollentuna FK       | 2019    | Division 1           | 14          | 1          |
| Sollentuna FK       | 2020    | Ettan Norra          | 29          | 0          |
| Västerås SK         | 2021    | Superettan           | 15          | 3          |
| IF Elfsborg         | 2021    | Allsvenskan          | 2           | 0          |
| IF Elfsborg         | 2022    | Allsvenskan          | 6           | 0          |
| IF Elfsborg         | 2023    | Allsvenskan          | 16          | 2          |
| Degerfors IF (huur) | 2022    | Allsvenskan          | 14          | 3          |
| Celtic FC           | 2023-24 | Scottish Premiership | 7           | 0          |
| FC Twente (huur)    | 2024-25 | Eredivisie           | 20          | 1          |
| Totaal              | Totaal  | Totaal               | 130         | 10         |

## Erelijst
- Celtic FC
  - Scottish Premiership: 2023-24
  - Scottish Cup: 2023-24

2 Gómez ·
3 Bambu ·
4 Niakaté ·
6 Carvalho ·
7 Bruma ·
8 Moutinho ·
9 El Ouazzani ·
10 A. Horta ·
11 Fernandes ·
12 Sá ·
13 Ferreira ·
15 Oliveira ·
16 Zalazar ·
19 Marín ·
20 Gharbi ·
21 R. Horta  ·
22 Helguera ·
25 Ribeiro ·
26 Arrey-Mbi ·
27 Guitane ·
29 Gorby ·
33 Marques ·
77 Martínez ·
90 Fernández ·
91 Horníček ·
Coach: Carvalhal
· Keeperstrainer: Carvalho